# Linia kolejowa nr 700
Linia kolejowa nr 700 – pierwszorzędna, jednotorowa, zelektryfikowana linia kolejowa o znaczeniu państwowym, łącząca stację Częstochowa ze stacją Częstochowa Stradom.
W sierpniu 2012 roku ogłoszono przetarg na remont linii nr 700 w ramach remontu odcinka Częstochowa – Fosowskie. 1 lutego 2013 roku Ministerstwo Finansów wydało zgodę na zapewnienie finansowania projektów rewitalizacji, co było niezbędne, by PKP Polskie Linie Kolejowe mogły podpisać umowy z wykonawcami.